# Auguste Braekevelt

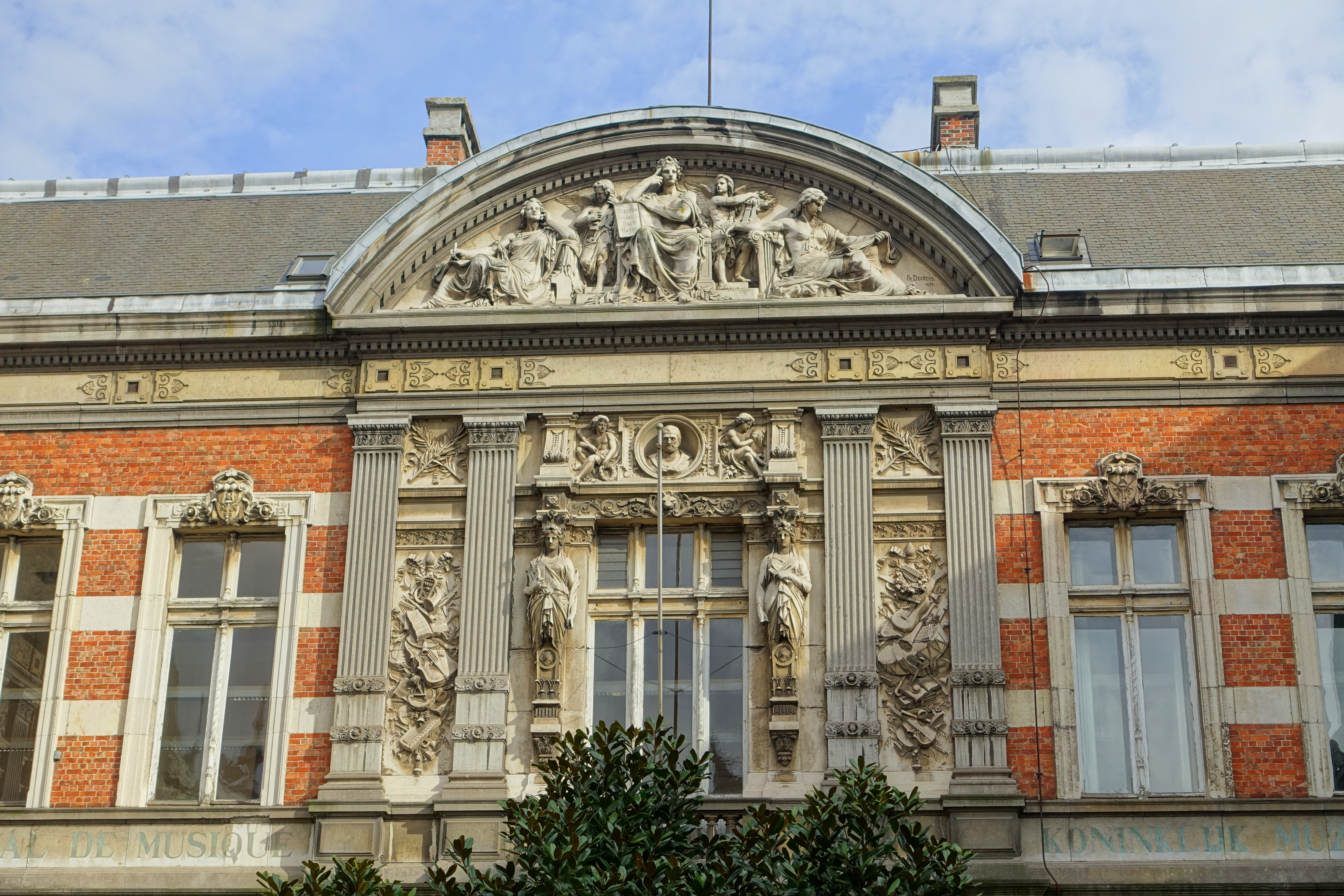
Kariaten, geniën en buste van Palestrina (1876), Koninklijk Conservatorium Brussel. De frontonvulling is van Frans Deckers

Augustinus (Auguste) Braekevelt (Tielt, 2 oktober 1832 – Sint-Gillis, 21 april 1908) was een Belgisch beeldhouwer en kunstschilder.

## Leven en werk
Auguste Braekevelt was een zoon van tapper Bernardus Braekevelt en Rosalia De Grijze. Hij kreeg les van broeder De Bosschere en studeerde aan de Koninklijke Academie voor Schone Kunsten van Brussel (1857-1863) als leerling van Louis Jehotte. Hij was vervolgens werkzaam op de ateliers van Jehotte, Charles Auguste Fraikin en Égide Melot. 
Braekevelt schilderde pastellen en beeldhouwde bustes, reliëfs en decoratief beeldhouwwerk. Hij nam onder ander deel aan de Salons van Brussel, Antwerpen en Gent en de wereldtentoonstelling van 1867 in Parijs. Van 1887 tot zijn overlijden gaf hij les aan de Academie van Sint-Jans-Molenbeek.
De beeldhouwer overleed op 75-jarige leeftijd.

## Enkele werken
- 1872 De Aarde, beeld voor het Zuidstation in Brussel.
- 1876 Kariatiden, geniën en een buste van Giovanni Pierluigi da Palestrina voor de centrale gevel van het Koninklijk Conservatorium Brussel.
- 1878 beelden van Ferdinand I en Catharina van Portugal voor de hoofdgevel van het stadhuis van Brussel.
- 1881 De geneeskunde, basreliëf voor het Paleis der Academiën in Brussel.
- 1881 buste van de architect Jean-Pierre Cluysenaar. Een bronzen exemplaar is opgenomen in de collectie van het Museum van de Stad Brussel.
- 1882 buste van beeldhouwer Michiel van der Voort. Een bronzen exemplaar werd in 1883 opgenomen in de collectie van het Museum van de Stad Brussel.
- 1887 beelden van Charles Van den Tympel en Antoon van Oss, burgemeesters van Brussel, voor de stadhuisgevel aan de Karel Bulsstraat in Brussel.[5]
- 1890 buste van Adolphe Mathieu voor het Paleis der Academiën.
- schouw met negen neogotische beelden voor het kasteel Maillard van graaf Adrien d'Oultremont.
- buste van Pieter de Coninck.